# Бродилово
Бродѝлово е село в Югоизточна България, община Царево, област Бургас.

## География
Село Бродилово се намира на около 56 km юг-югоизточно от центъра на областния град Бургас, около 9 km южно от общинския център град Царево и около 7 km западно от град Ахтопол. Разположено е в най-източните разклонения на Странджа планина – около 5 km югозападно от най-близката част на брега на Черно море между Ахтопол и село Варвара, край левия (северния) бряг на река Велека, при неин брод, дал (предполагаемо) името на селото. На около 2,5 km север-северозападно от Бродилово се издига връх Папия (501,4 m) – най-високият връх на планинския рид Босна, намиращ се в югоизточната част на рида. Надморската височина в центъра на селото е около 30 m. Климатът е континентално-средиземноморски; почвите в землището са преобладаващо наносни и жълтоземни.
Общинският път свързва Бродилово с третокласния републикански път III-9901 – на север в близост до град Царево и на юг и изток в близост до село Синеморец.
Землището на село Бродилово граничи със землищата на: село Кости на запад; село Българи на запад; село Изгрев на северозапад; град Царево на север; село Варвяра на север и североизток; град Ахтопол на изток; село Синеморец на югоизток; село Резово на югоизток. На юг землището на село Бродилово граничи с Република Турция.
Населението на село Бродилово, наброявало 1197 души при преброяването към 1934 г. и 1430 към 1946 г., намалява до 813 към 1985 г. и 209 (по текущата демографска статистика за населението) към 2021 г.
При преброяването на населението към 1 февруари 2011 г., от обща численост 264 лица, за 261 лица е посочена принадлежност към „българска“ етническа група.

## История
Селището се споменава в документи от 1498 г. във връзка с търговията със сол (вероятно само описателно, тъй като в източника на данните не се посочва име) с наличие на 32 домакинства. В турски документи от 1731 г. селището се споменава като „Пордикоз“. Открива се и в регистри на кааза Анхиало (Поморие) от XVII век. В карта на Хайнрих Киперт от XIX век е отбелязано с името Бродиво. Срещано е и като Берадиу.
През османското владичество селото неколкократно е ограбвано и опожарявано. Българското население е подложено на упорита гръцка асимилация. Селото е населявано от гърци-нестинари. При къщата на нестинарския старей Георги Глигор е имало нарочен нестинарски параклис.
След Руско-турската война (1877 – 1878 г.), по Берлинския договор от 1878 г. селото остава в турска територия. Върнато е на България след Междусъюзническата война по Букурещкия мирен договор от 1913 г. Гръцкото население се изселва, а на негово място идват българи-бежанци от Източна Тракия.
При преброяването на населението на Царство България през 1920 г. (първо след връщането на селото в България) селото е посочено като Бродилово, бивше Пордикос, с: 229 сгради и 308 домакинства; население местно 338 души и всичко налично (присъстващо) 1228 души, от което бежанци, руси емигранти и други са 894 души.
При избухването на Балканската война в 1912 г. един човек от Бродилово е доброволец в Македоно-одринското опълчение.
Първото училище е открито през 1913 г., впоследствие основно училище „Екзарх Антим І“, закрито.
В края на 1940-те и началото на 1950-те години през селото е преминавала теснолинейката Ахтопол – Бродилово – Кости, демонтирана през 1950-те години, поради мнението, че е неефективна.

## Население

### Етнически състав
Преброяване на населението през 2011 г.
Численост и дял на етническите групи според преброяването на населението през 2011 г.:
|                     | Численост | Дял (в %) |
| Общо                | 264       | 100,00    |
| Българи             | 261       | 98,86     |
| Турци               |           |           |
| Цигани              | 0         | 0,00      |
| Други               |           |           |
| Не се самоопределят | 0         | 0,00      |
| Неотговорили        | 2         | 0,75      |

## Обществени институции
Село Бродилово към 2022 г. е център на кметство Бродилово.
В село Бродилово към 2022 г. има:
- действащо читалище „Екзарх Антим I – 1928 г.“;[18][19]
- православна църква „Свети Пантелеймон“;[20]
- пощенска станция.[21]

## Забележителности
В околностите на Бродилово са открити останки от три некропола, както и от три крепости:
- южно от селото на връх, наричан Калето;
- в местността Пефтич на около километър западно от Бродилово, със стена от ломен камък[22] без хоросан;
- в местността Плаката – останки от укрепление, оградено с ров.[2]

Следи от стара църква (каменен зид с бял хоросан) има югоизточно от селото в местността Палеокльос. Около Бродилово има и следи от металургична дейност.
За паметници на културата са обявени църквата „Свети Пантелеймон" с дърворезбен иконостас, дело на учителя Янис, както и десетина дървени възрожденски къщи (към 1978 г. 13 къщи), изградени от талпи, с по-развит план в сравнение с другите странджански къщи.

## Редовни събития
- 1 април – Ден на хумора и шегата.
- 23 април – Лазаруване.
- 23 май – Фестивал на зелениката.
- 17 – 18 февруари – кукеров ден (паликош)
- Втората събота и неделя на август (Св. Панталеймон стар стил) – Ежегоден панаир с нестинарски танци.

## Личности
Починали в Бродилово
- Димитър Деликостадинов (1860 – 1936), български свещеник и революционер, служил в църквата в родното си село Маджура[24]